# Église de Munkkivuori
L'église de Munkkivuori (en finnois : Munkkivuoren kirkko) est une église située dans le quartier de Munkkiniemi à Helsinki en Finlande.

## Description
L'église est construite dans la section Munkkivuori du quartier de Munkkiniemi.
La mosaïque de l'autel Fiat voluntas tua est réalisée en 1965 par Åke Hellman. 
L'orgue a 30 jeux.